# Marsco
Marsco son los restos de un estratovolcán situado en Escocia, Gran Bretaña. Está compuesto de granito y basalto, y era una de las paredes de la caldera de un volcán. Está en la península de Skye. Por los alrededores del volcán, se encuentra un gran macizo volcánico.